# Imprudence
Imprudence – białoruska grupa muzyczna z Mińska, występująca w stylu death metal.

## Charakterystyka
W 2005 roku grupa występowała w składzie: Pawieł Karniuszyn – wokal, gitara basowa, Ryhor Dziejczyk – gitary, Juryj Szaukou – perkusja. Wykonuje autorskie utwory w językach angielskim i białoruskim. Uczestniczyła w festiwalu „Basowiszcza” w Gródku k. Białegostoku (Polska, 2005).
Grupa Imprudence otrzymała nagrodę Białoruskiego Zrzeszenia Studentów w konkursie na festiwalu „Basowiszcza 2005”.

## Twórczość
- Album CD Road To Nowhere („BMAgroup”, 2005);
- piosenka Ziamla na majoj krywi („BMAgroup”, 2005);
- piosenka Ciemra pakryudżanaj duszy („BMAgroup”, 2005)[1].